# Фицалан, Джон, 1-й барон Арундел
Джон Фицалан (англ. John FitzAlan) или Джон д’Арундел из Ланхерна (англ. John d’Arundel of Lanherne; ок. 1351 — 15 декабря 1379) — 1-й барон Арундел с 1377 года, барон Мальтраверс (по праву жены), граф-маршал Англии с 1377 года, сын Ричарда Фицалана, 10-го графа Арундела и 8-го графа Суррея, и Элеоноры Ланкастерской.
Английский военачальник в Столетней войне. Джон принимал участие в двух экспедициях в Бретань. Во время второй экспедиции он утонул.
Джон был родоначальником младшей линии рода Фицаланов, которая унаследовала титул графа Арундела после угасания старшей линии.

## Биография
Год рождения Джона достоверно не известен, очевидно он родился в период между 1347 и 1351 годами. Он был вторым из выживших сыновей Ричарда Фицалана, 10-го графа Арундела и 8-го графа Суррея, от второго брака с Элеонорой Ланкастерской.
О его жизни до 1377 года практически ничего не известно. Судя по всему он избрал военную карьеру, вероятно служа у отца. 17 февраля 1359 года он женился на Элеаноре Мальтраверс, внучке барона Джона Мальтраверса, которая после смерти деда стала баронессой Мальтраверс в своём праве.
9 апреля 1377 года Джон Фицалан был назначен графом-маршалом Англии. Ему было назначено пожизненное жалование в 100 фунтов в год, в 1379 году оно было удвоено. В том же году, 4 августа, Джон был вызван в английский парламент. Возможно, изначально его вызвали как барона Мальтраверса — этот титул он носил по праву жены, но после вызова он получил личный титул барона Арундела.
В 1377 году Арундел участвовал в отражении нападения французов на Саутгемптон, не дав им пройти в город. В ноябре того же года он отправился в Бретань вместе с герцогом Бретонским и Томасом Вудстоком, чтобы снять осаду с Бреста, осаждённого французами. Эта задача была выполнена в начале 1378 года. Осенью того же года Арундел отправился в Нормандию, чтобы защитить Шербур.
После возвращения в марте 1379 года Арундел обязался вновь отправиться в Бретань для поддержки герцога Бретонского. Хронист Томас Уолсингем описывает, что ожидая попутного ветра около Саутгемптона осенью 1379 года Арундел позволил своим людям неистовствовать. Это сообщение частично подтверждается тем, что 26 октября была создана комиссия, в которую вошли Арундел и другие военачальники, с целью расследования фактов нарушения границ женского монастыря солдатами, которые вторглись на его территорию, обольстили или изнасиловали монахинь и живших там компаньонок и при этом Арундел не сделал ничего, чтобы их удержать. Солдаты тогда разорили окрестности, украли чашу в местной церкви, из которой они были публично изгнаны, похитили множество обитательниц монастыря и взяли их на свой корабль. В отличие от Арундела другие военачальники, включая сэра Хью Кальвели, репутация которого была не самой безупречный, ограничили своих людей в передвижении. Однако в «Хронике» Фруассара эпизод с осквернением женского монастыря отсутствует.
Когда флот, несмотря на совет корабельного мастера Арундела, всё же отплыл, он попал в шторм. Пытаясь облегчить корабли, солдаты стали выбрасывать награбленное за борт, выбросили и 60 похищенных ими женщин. Когда корабли достигли ирландского берега, Арундел приказал своим людям высаживаться. Однако шторм ещё бушевал, поэтому солдаты отказались сходить на берег. Тогда Арундел отправился на берег на лодке, которой управлял его корабельный мастер, но она разбилась о скалы, а сам Арундел утонул. Произошло это 15 декабря. Его тело было найдено через 3 дня.
Похоронили его в аббатстве Льюис. Наследовал ему старший сын Джон.

## Брак и дети
Жена: с 17 февраля 1359 года Элеанора Мальтраверс (около 1346 — 10 января 1405), 2-я баронесса Мальтраверс с 1365 года, дочь сэра Джона Мальтраверса и Гвентлиан. Дети:
- Джоанн д’Арундел (около 1360 — 4 сентября 1404); 1-й муж: Уильям де Бриан; 2-й муж: ранее 1401 года сэр Уильям де Эхингем (умер 20 марта 1412 или 13/30 декабря 1413)[8]
- Джон Арундел (30 ноября 1364 — 14 августа 1390), 2-й барон Арундел с 1379. Его сын Джон (1385-1421) стал 13-м графом Арундел
- сэр Ричард Арундел (около 1366 — 3 июня 1419), шериф Херефордшира
- сэр Уильям Арундел (около 1369 — 1400), рыцарь Ордена подвязки
- Эдвард Арундел (около 1369 — 1428)
- Генри Арундел (умер после 5 декабря 1375)[1]
- Маргарет Арундел (1372 — 7 июля 1439); муж: с 9 октября 1394 (разрешение) Уильям де Рос (около 1369 — 1 сентября 1414), 6-й барон де Рос из Хелмсли с 1393 года

После смерти мужа Элеонора вышла замуж вторично. Её мужем с 9 сентября 1384 стал Реджинальд де Кобем (1348 — 6 июля 1403), 2-й барон Кобем из Стерборо с 1361 года.